# 忒亚
忒亚（字面意思是“女神”）希腊神话中的一个女提坦。 她的一个别名是欧律法厄萨（字面意思是“放出光辉的”）。
忒亚是第一代的12位提坦神之一，由天神乌剌诺斯和地神该亚所生。赫西俄德称她为“牛眼的”欧律法厄萨。忒亚与其兄弟许珀里翁结合，生下了赫利俄斯（太阳）、塞勒涅（月球）和厄俄斯（曙光）。因此她可被称为是众光明神之母。古希腊大诗人品达直呼忒亚为“太阳之母”。
由于忒亚是月球女神塞勒涅的母亲，天文学上有一种月球成因的灾变说将一颗假设中的天体命名为“忒亚”。根据这个理论，该天体与地球的碰撞产生了月球。

## 资料来源
- 《世界神话辞典》，辽宁人民出版社，ISBN 7-205-00960-X